# Coppa Italia Primavera 2017-2018
La Coppa Italia Primavera 2017-2018, denominata Primavera TIM Cup per questioni di sponsorizzazione, è stata la quarantaseiesima edizione del torneo riservato alle squadre giovanili iscritte ai Campionati Primavera 1 e 2. Il torneo è iniziato il 2 settembre 2017 per concludersi con la finale di ritorno il 13 aprile 2018. Il vincitore di questa edizione è stato il Torino per l'ottava volta nella sua storia.

## Turno preliminare
| Squadra 1        | Risultato | Squadra 2 |
| ---------------- | --------- | --------- |
| 2 settembre 2017 |           |           |
| Venezia          | 1 - 3     | Cremonese |
| Parma            | 2 - 1     | Foggia    |

## Primo turno eliminatorio
| Squadra 1         | Risultato       | Squadra 2    |
| ----------------- | --------------- | ------------ |
| 20 settembre 2017 |                 |              |
| Cesena            | 1 - 6           | Novara       |
| Verona            | 0 - 3           | Cremonese    |
| Bologna           | 1 - 1 (4-3 dtr) | Brescia      |
| Udinese           | 4 - 3           | Parma        |
| Sassuolo          | 1 - 2           | Perugia      |
| Cagliari          | 2 - 3           | Cittadella   |
| Milan             | 3 - 1           | Salernitana  |
| Empoli            | 1 - 0           | Carpi        |
| Virtus Entella    | 2 - 3           | Ternana      |
| Genoa             | 3 - 2 (dts)     | SPAL         |
| Spezia            | 4 - 2           | Pro Vercelli |
| Torino            | 7 - 1           | Avellino     |
| Napoli            | 3 - 4           | Benevento    |
| Palermo           | 3 - 0           | Frosinone    |
| Pescara           | 2 - 3           | Crotone      |
| Bari              | 2 - 1           | Ascoli       |

## Secondo turno eliminatorio
| Squadra 1       | Risultato       | Squadra 2  |
| --------------- | --------------- | ---------- |
| 25 ottobre 2017 |                 |            |
| Novara          | 5 - 3           | Cremonese  |
| Udinese         | 2 - 2 (4-3 dtr) | Bologna    |
| Perugia         | 3 - 1           | Cittadella |
| Milan           | 2 - 1           | Empoli     |
| Genoa           | 2 - 1           | Ternana    |
| Torino          | 4 - 0           | Spezia     |
| Palermo         | 6 - 3 (dts)     | Benevento  |
| Bari            | 0 - 0 (4-3 dtr) | Crotone    |

## Ottavi di finale
| Squadra 1        | Risultato       | Squadra 2 |
| ---------------- | --------------- | --------- |
| 29 novembre 2017 |                 |           |
| Inter            | 3 - 0           | Novara    |
| Atalanta         | 4 - 2 (dts)     | Udinese   |
| Chievo           | 2 - 0           | Perugia   |
| Fiorentina       | 0 - 4           | Milan     |
| Sampdoria        | 1 - 2           | Genoa     |
| Juventus         | 2 - 2 (3-5 dtr) | Torino    |
| Roma             | 2 - 1           | Palermo   |
| Lazio            | 2 - 3           | Bari      |

## Quarti di finale
| Squadra 1        | Risultato   | Squadra 2 |
| ---------------- | ----------- | --------- |
| 20 dicembre 2017 |             |           |
| Inter            | 0 - 1       | Atalanta  |
| Chievo           | 2 - 3 (dts) | Milan     |
| Genoa            | 0 - 2       | Torino    |
| Roma             | 5 - 0       | Bari      |

## Semifinali
| Squadra 1                         | Totale | Squadra 2 | Andata | Ritorno |
| --------------------------------- | ------ | --------- | ------ | ------- |
| 24 gennaio 2018 / 31 gennaio 2018 |        |           |        |         |
| Roma                              | 2 - 3  | Torino    | 1 - 1  | 1 - 2   |
| 24 gennaio 2018 / 7 febbraio 2018 |        |           |        |         |
| Milan                             | 5 - 2  | Atalanta  | 2 - 0  | 3 - 2   |

## Finale
La gara di andata si è disputata il 6 aprile 2018 al Centro Sportivo Filadelfia, la gara di ritorno il 13 aprile 2018 allo Stadio Giuseppe Meazza.
| Squadra 1 | Totale | Squadra 2 | Andata | Ritorno |
| --------- | ------ | --------- | ------ | ------- |
| Torino    | 3 - 0  | Milan     | 2 - 0  | 1 - 0   |

## Classifica marcatori
| Gol | Rigori |  | Giocatore        | Squadra    |
| --- | ------ |  | ---------------- | ---------- |
| 6   |        |  | Karlo Butić      | Torino     |
| 4   |        |  | Flavio Bianchi   | Torino     |
| 4   |        |  | Matteo Stoppa    | Novara     |
| 3   | 1      |  | Giulio Fasolo    | Cittadella |
| 3   |        |  | Abdoulaye Traoré | Perugia    |
| 3   |        |  | Antonio Fabozzi  | Cremonese  |
| 3   |        |  | Giorgio Vitali   | Cremonese  |
| 3   |        |  | Claudio Maffei   | Bari       |
| 3   |        |  | Antonino Gallo   | Palermo    |